# Vellinge (đô thị)
Đô thị Vellinge (tiếng Thụy Điển: Vellinge kommun) là một đô thị ở hạt Skåne của Thụy Điển. Thủ phủ là thị xã Vellinge. Dân số thời điểm 31 tháng 12 năm 2000 là 30516 người.